# 1re série 1959/60
Die Saison 1959/60 war die 38. Spielzeit der 1re série, der höchsten französischen Eishockeyspielklasse. Meister wurde zum insgesamt zweiten Mal in der Vereinsgeschichte der Athletic Club de Boulogne-Billancourt. 

## Meisterschaft
- 1. Platz: Athletic Club de Boulogne-Billancourt
- 2. Platz: Chamonix Hockey Club
- 3. Platz: US Métro
- 4. Platz: Ours de Villard-de-Lans
- 5. Platz: Paris HC
- 6. Platz: Diables Rouges de Briançon
- 7. Platz: Racing Club de France
- 8. Platz: ?
- 9. Platz: ?
- 10. Platz: ?
- 11. Platz: Sporting Hockey Club Saint Gervais
- 12. Platz: Gap Hockey Club
- 13. Platz: ?
- 14. Platz: ?
- 15. Platz: Club des Sports de Megève